# Bookends (brano musicale)
Bookends (in italiano: fermalibri) è un breve pezzo acustico  del duo Simon & Garfunkel, pubblicata nell'omonimo album e come lato B del 45 giri Mrs. Robinson,  una versione del brano rivisitata fu inserita nella raccolta Simon and Garfunkel's Greatest Hits del 1972.
Nell'LP il brano, nella prima parte, è solo acustico; dopo il brano Old Friends il brano viene riproposto col titolo Bookends Theme (Reprise) con l'accompagnamento vocale del duo. Il testo si riferisce al passare del tempo e ai ricordi di una persona cara.